# Amblyglyphidodon curacao
Amblyglyphidodon curacao är en fiskart som först beskrevs av Bloch, 1787.  Amblyglyphidodon curacao ingår i släktet Amblyglyphidodon och familjen Pomacentridae. Inga underarter finns listade i Catalogue of Life.

## Bildgalleri

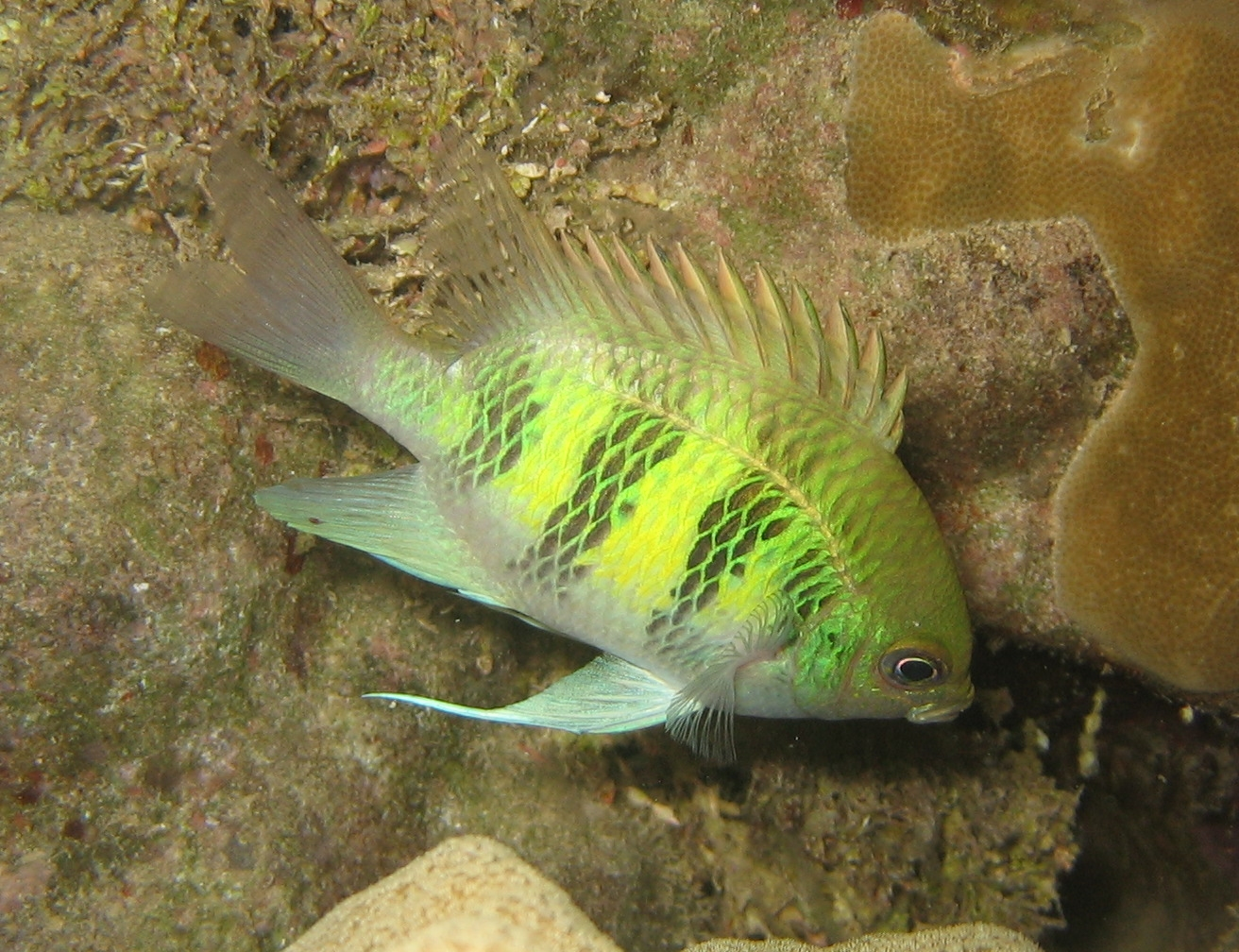